# JR巴士東北

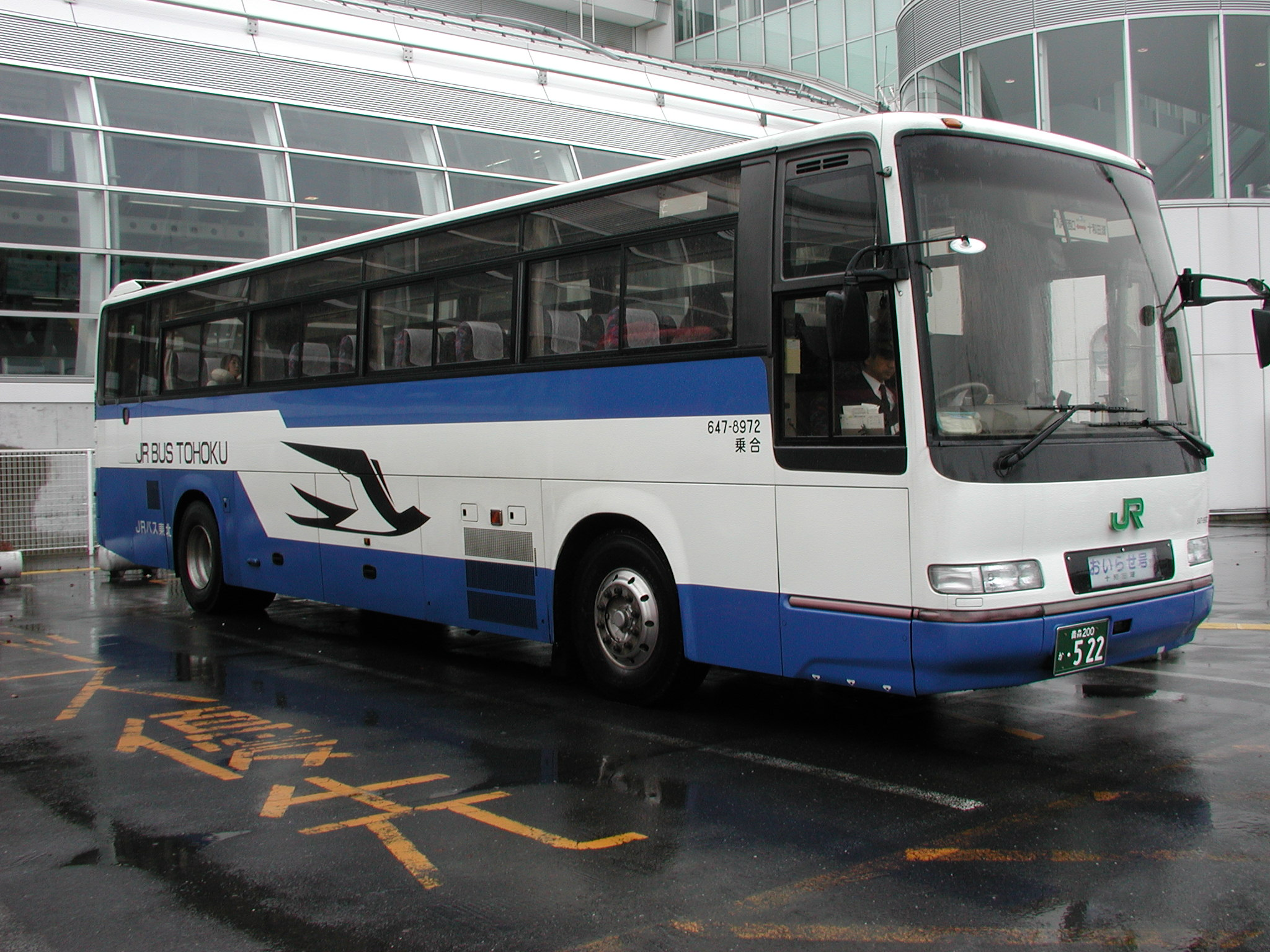
日野S'elega

JR巴士東北（日语：ジェイアールバス東北株式会社）是在日本東北地方（不含福島縣白河、棚倉地區）經營的巴士業者，屬於JR東日本集團旗下獨資子公司。公司成立于1985年（昭和63年）3月5日。

## 支店・營業所
- 青森支店
- 大湊營業所
- 盛岡支店
  - 大釜車庫
- 久慈營業所
  - 葛卷車庫
- 二戶營業所
- 秋田支店
- 仙台支店
  - 白澤事業所
- 古川營業所
- 福島支店
  - 川俣車庫

## 外部連結
- JR巴士東北 （页面存档备份，存于）

1. ↑  .   [2024-08-20]. （原始内容存档于2024-11-09）.